# Leslie Groves
Leslie Richard Groves, Jr., född 17 augusti 1896, död 13 juli 1970, var en amerikansk officer inom United States Army Corps of Engineers som ledde byggandet av Pentagonbyggnaden, och ledde Manhattanprojektet som utvecklade de första atombomberna under andra världskriget. Han uppnådde graden generallöjtnant.
Groves tog examen från United States Military Academy vid West Point 1918 och tjänstgjorde i ingenjörskåren under hela sin militära karriär. Han ledde Manhattanprojektet från september 1942, då han befordrades till brigadgeneral, tills ansvaret för kärnvapenproduktionen 1947 togs över av Atomic Energy Commission.
Groves lämnade armén 1948, och var därefter företagsledare inom elektronikföretaget Sperry Rand 1948-1961.